# Kočár

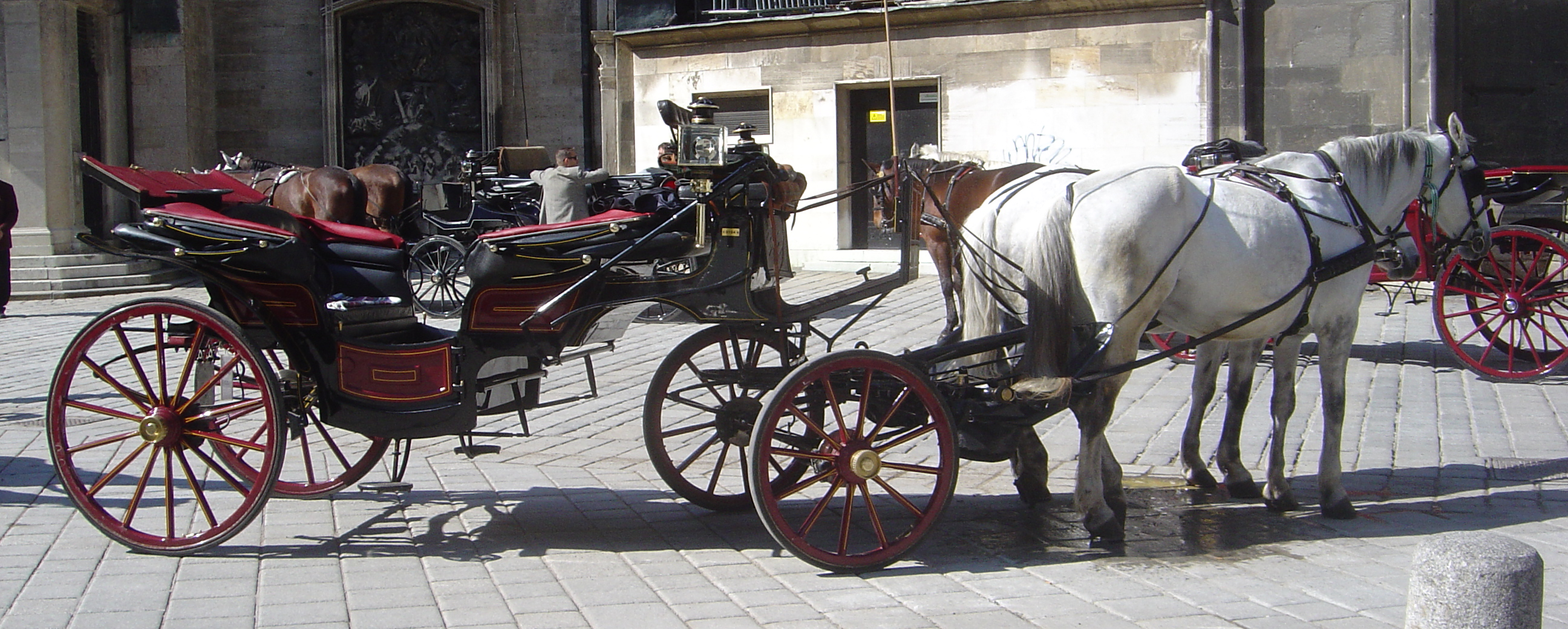
Lehký kočár

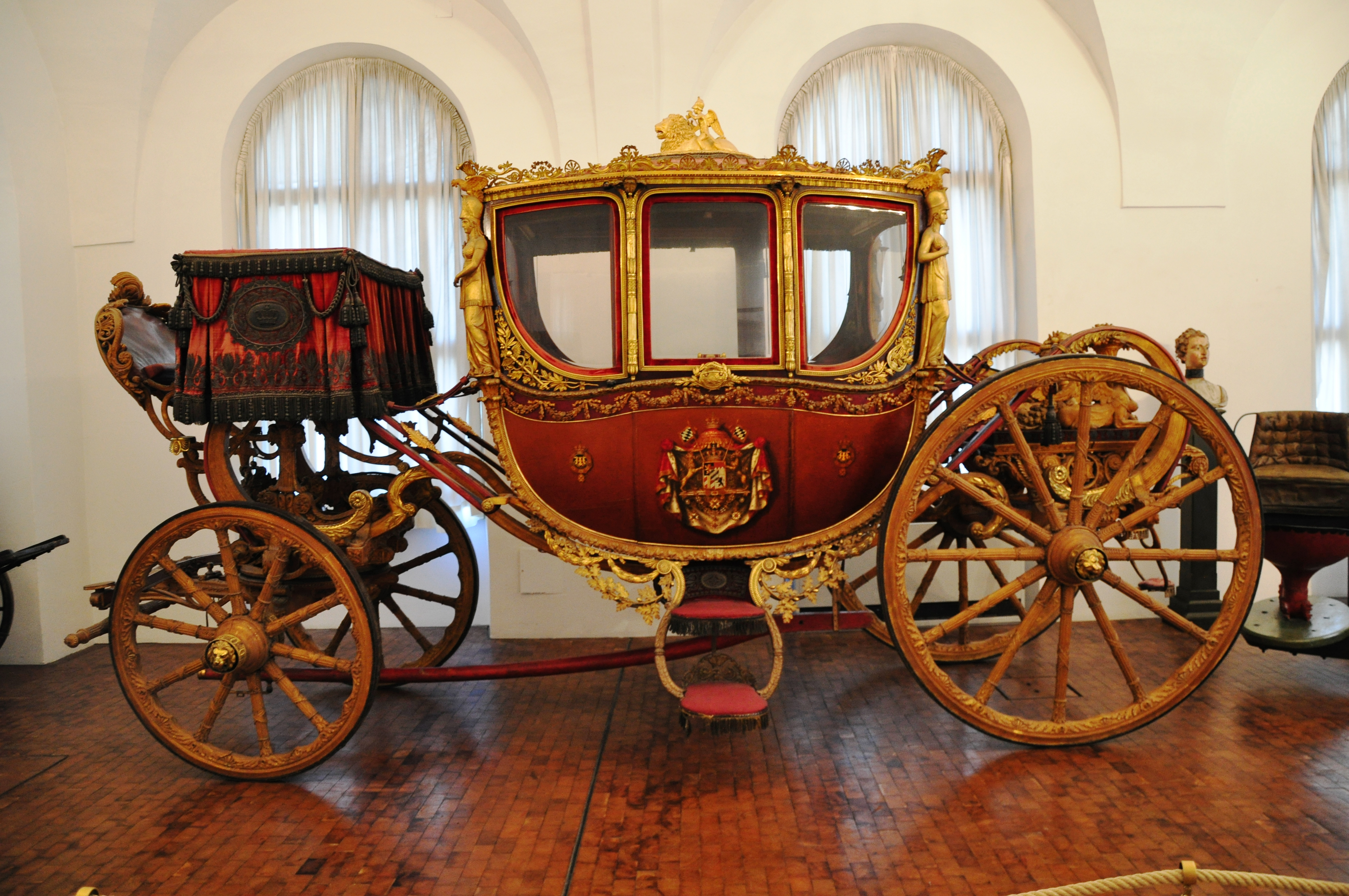
Kočár bavorského krále Maxmiliána I. Josefa

Kočár je odpružený čtyř- nebo dvoukolý vůz sloužící k přepravě osob, tažený jedním nebo více koňmi. Až do nástupu železniční a později automobilové dopravy se jednalo o převažující osobní dopravní prostředek na pozemních komunikacích.

## Konstrukce
Kočáry se dělily na:
- dvoukolové (lehčí a obratnější, ale nestabilní)
- čtyřkolové (stabilnější, pohodlnější)

- otevřené
- zavřené  – např. kupé (coupé) s uzavřenou kabinou (korbou) pro cestující a nekrytým kozlíkem;  nájemné zavřené kočáry jednospřežní se nazývaly drožka, dvouspřežní fiakr)

- motorové – nejstarší automobily, které vycházely z konstrukce kočáru, se nazývaly motorové kočáry, zprvu byly poháněné parními, později benzinovými motory

Od vzniku v 15. století až do 18. století byly pro pohodlnější jízdu kočárové korby zavěšovány na řemeny. V 19. století bylo řemenové zavěšení nahrazeno uložením na ocelových listových perech. Kočáry byly opatřovány loukoťovými koly s železnými obručemi. 
Do kočárové kabiny se vstupuje za pomoci pevné dřevěné podložky (vkládané nejčastěji pod schůdky do kabiny).

### Galerie (příklady konstrukcí)

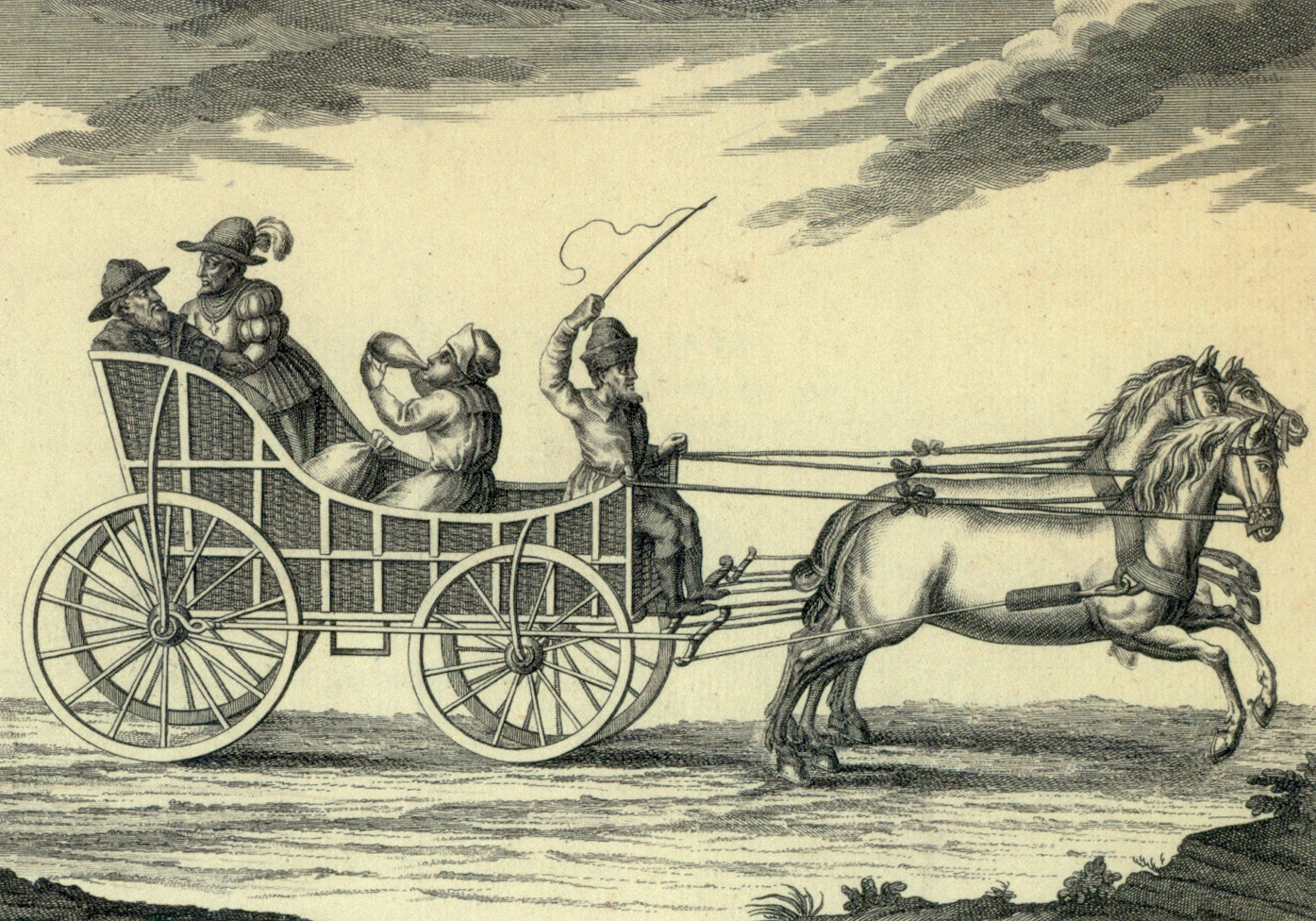
Kočár bez odpružení kabiny (Maďarsko, 16. století)
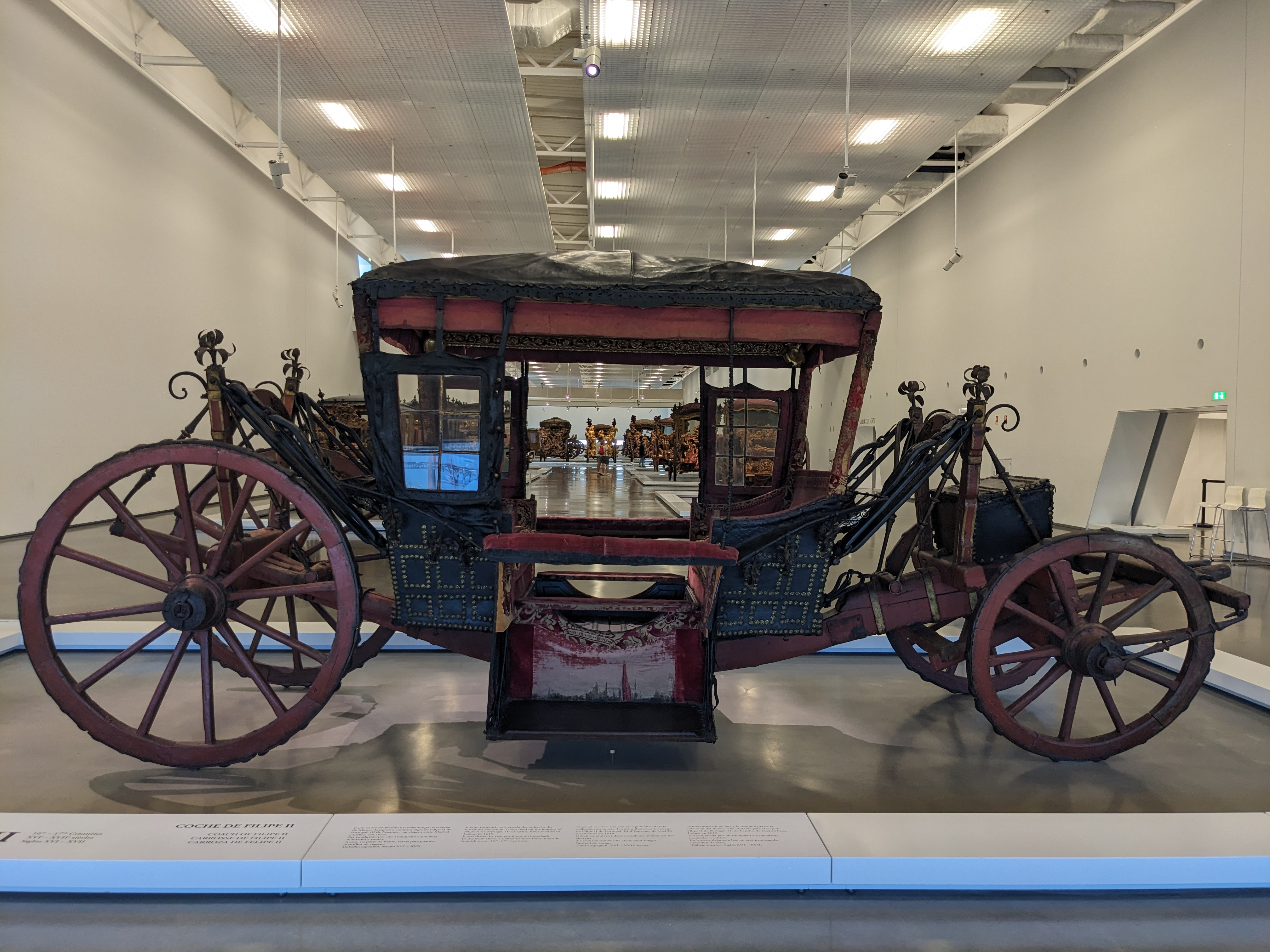
Kočár s kabinou na řemenech (Španělsko, 17. století)
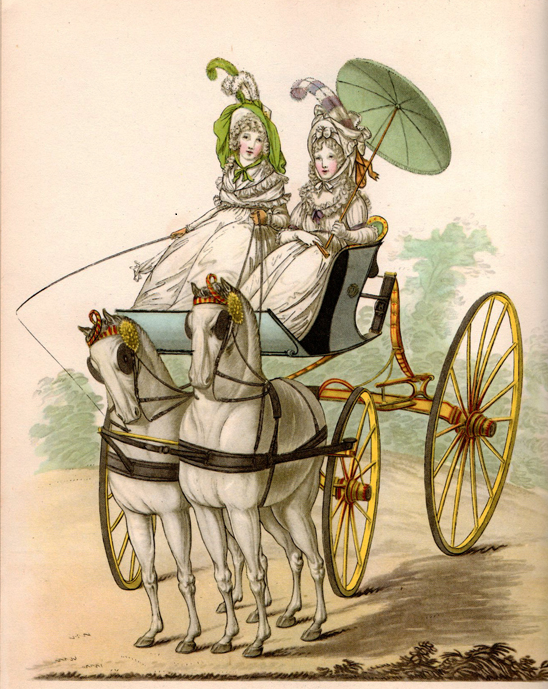
Dvě dámy v kočáru typu faeton, 1794 (Nicolaus Innocentius Wilhelm Clemens van Heideloff  (1761–1837)
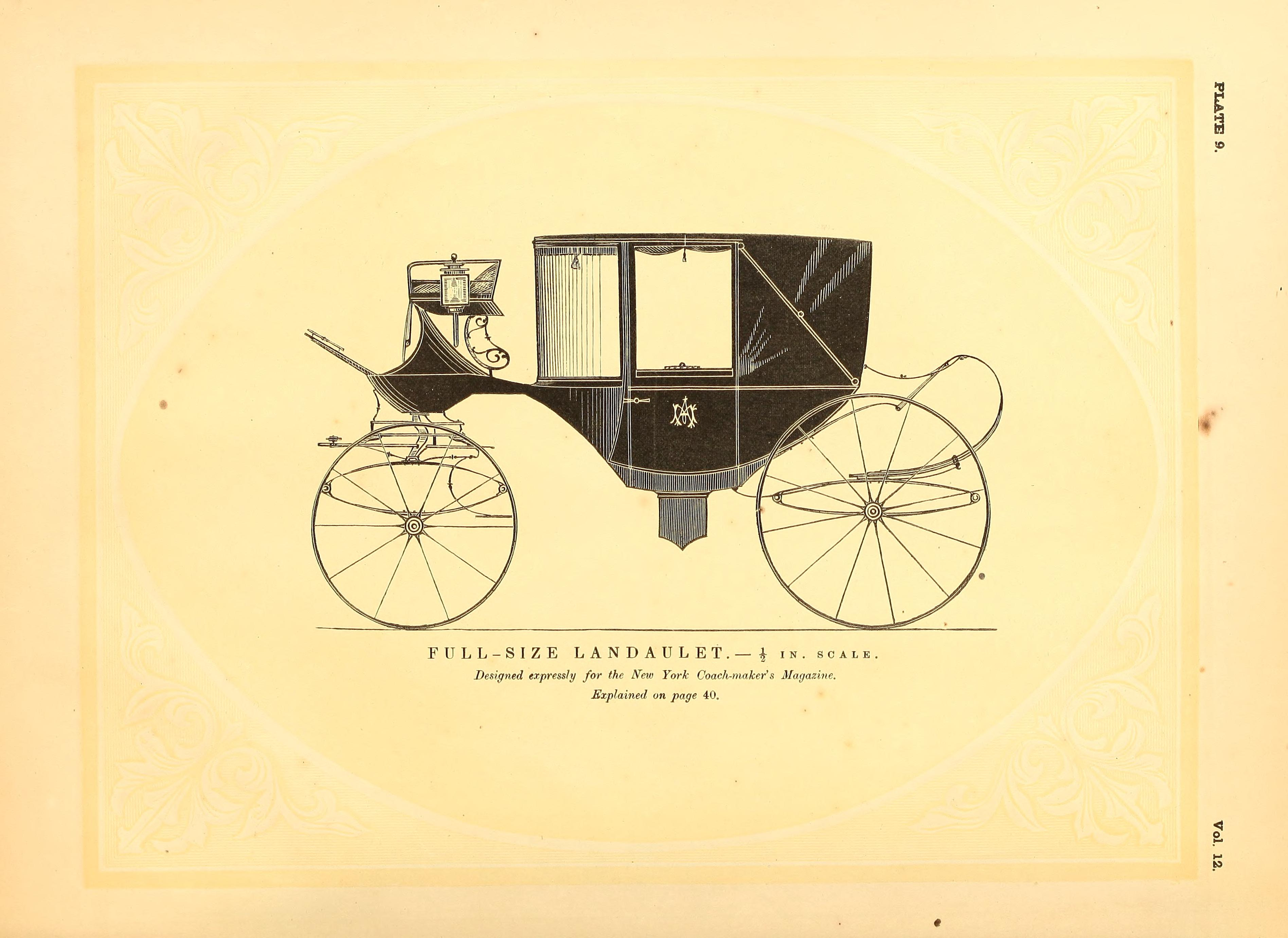
Kočár landaulet (lehký luxusní kočár původně z německého Landau)
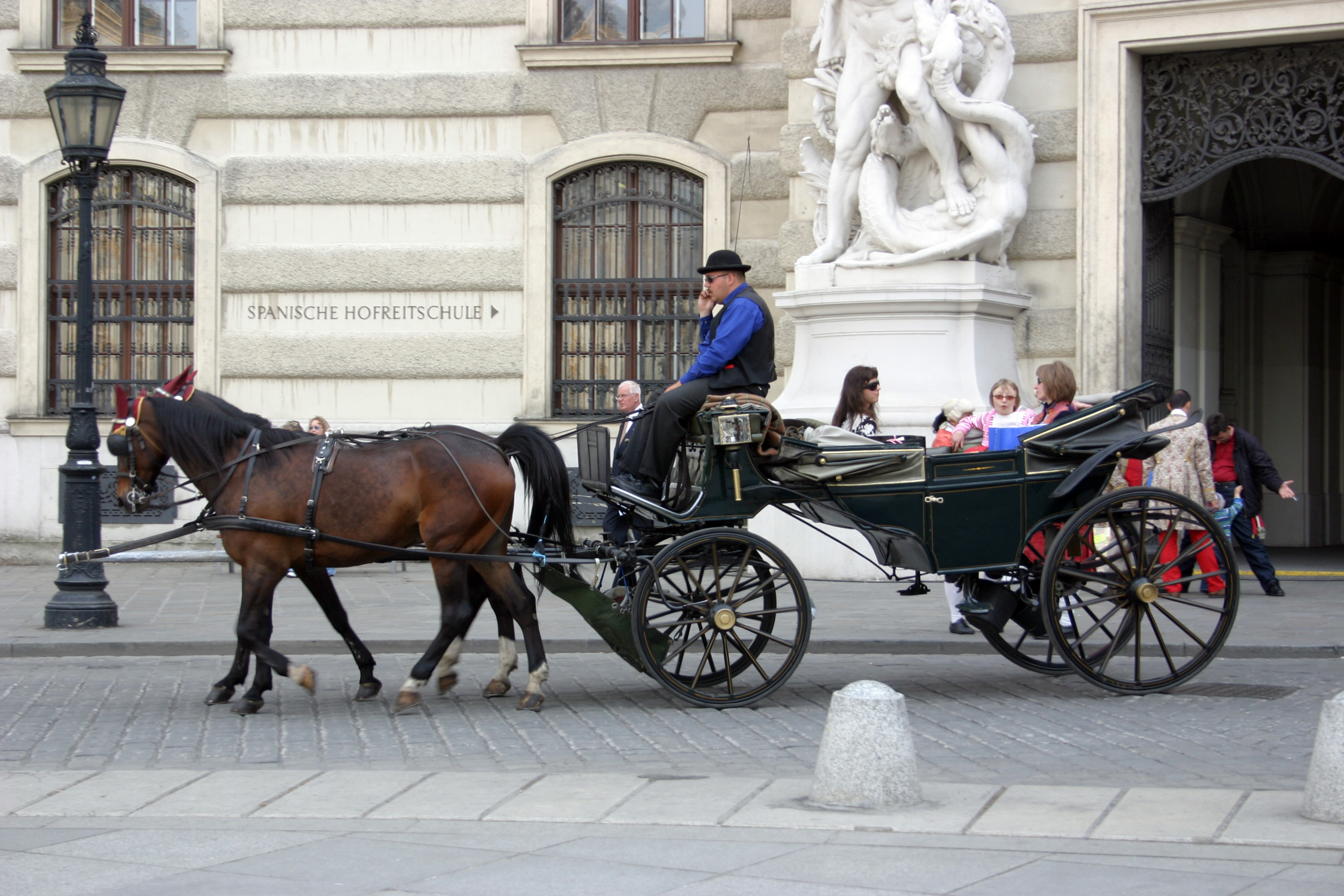
Vídeňský fiakr (2007)
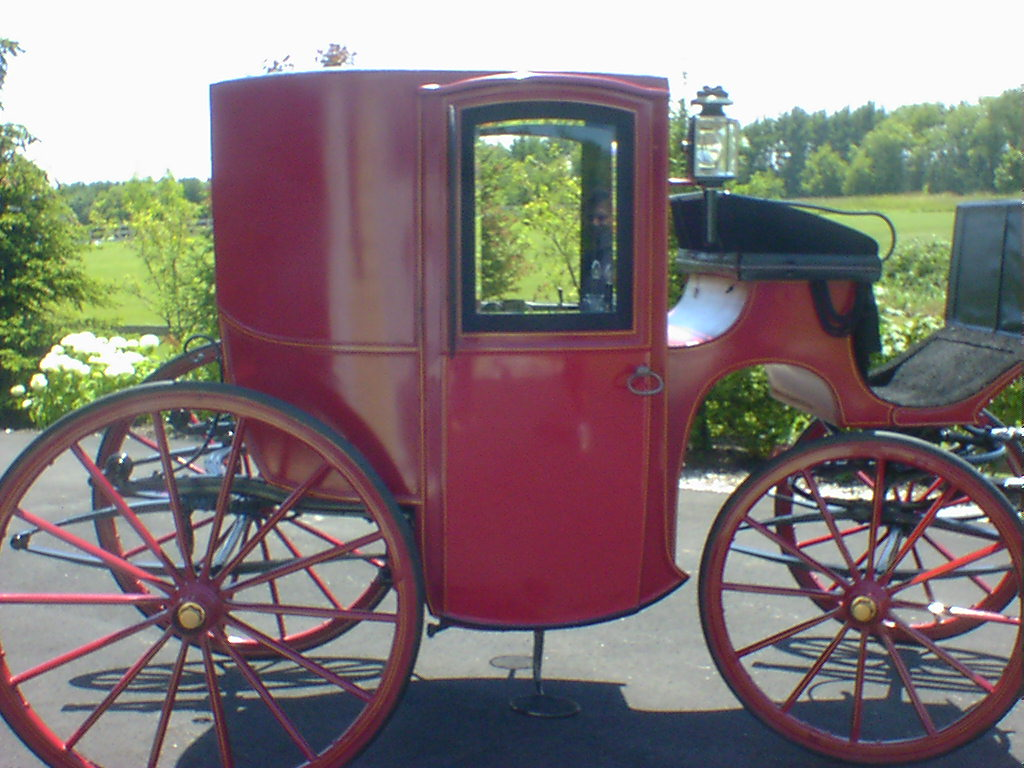
Brougham (lehký kočár z 19. století)
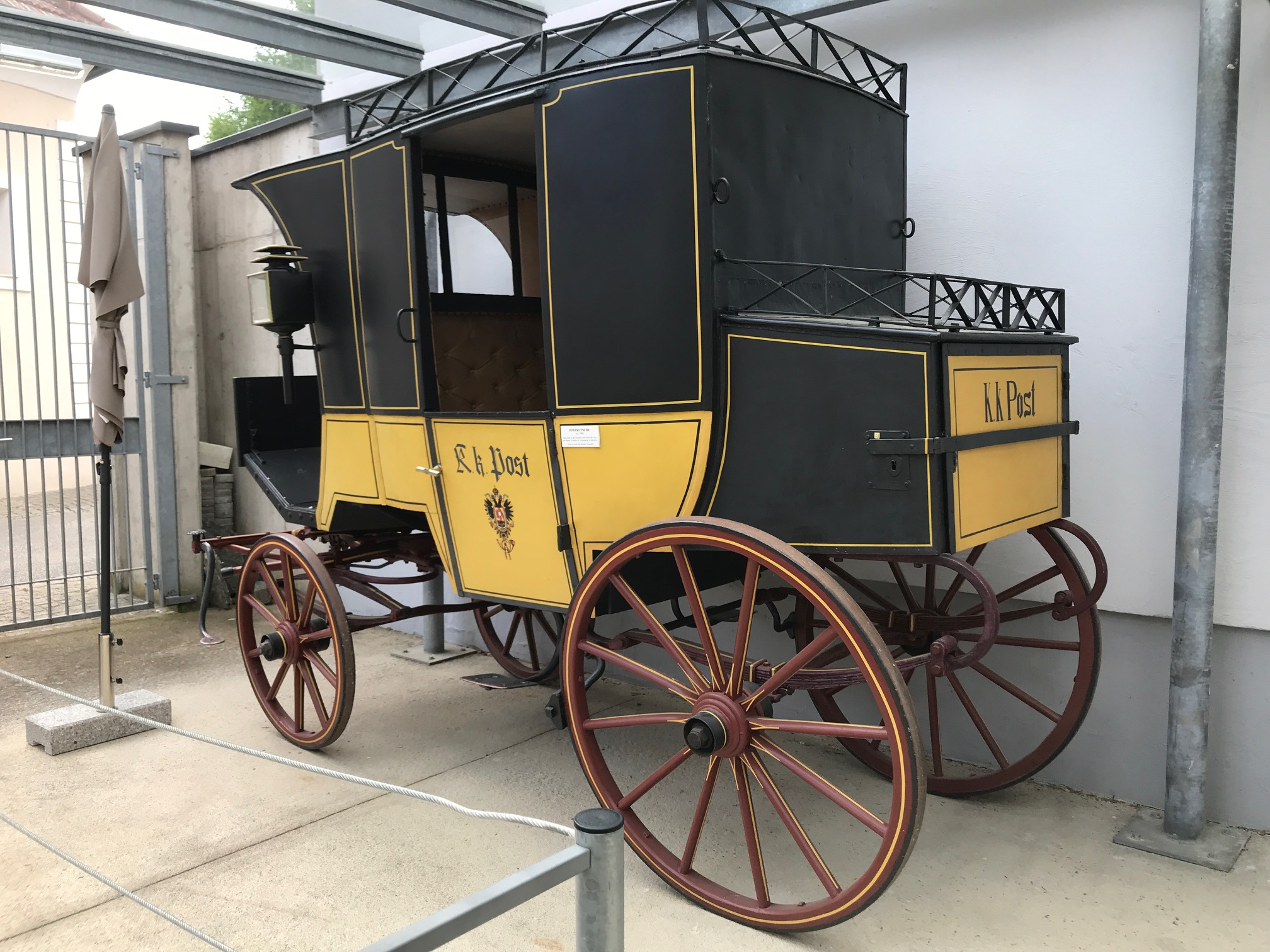
Dostavník (diligence) c. a k. pošty (Postuktsche, asi 1890)
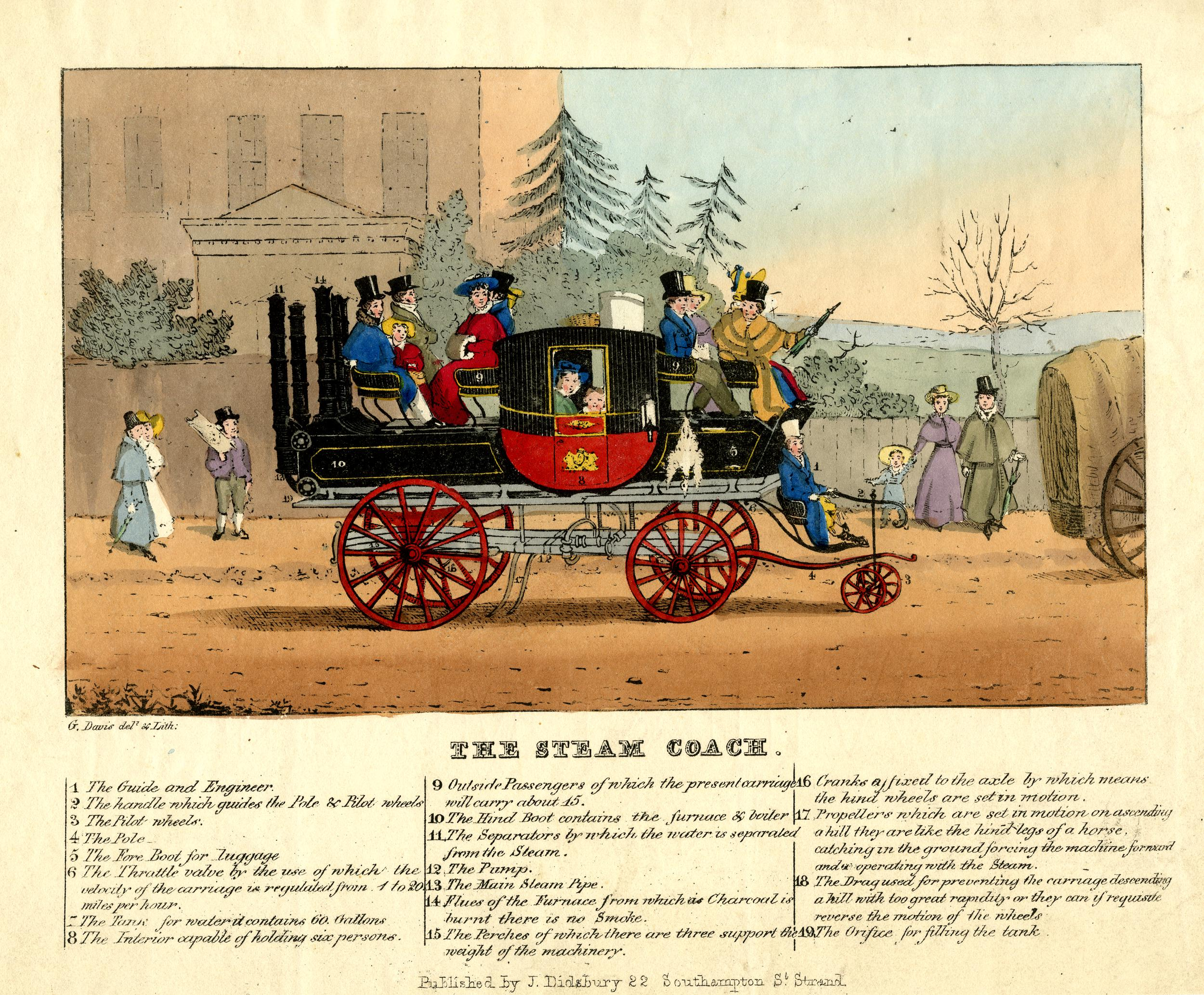
Parní kočár (1871)
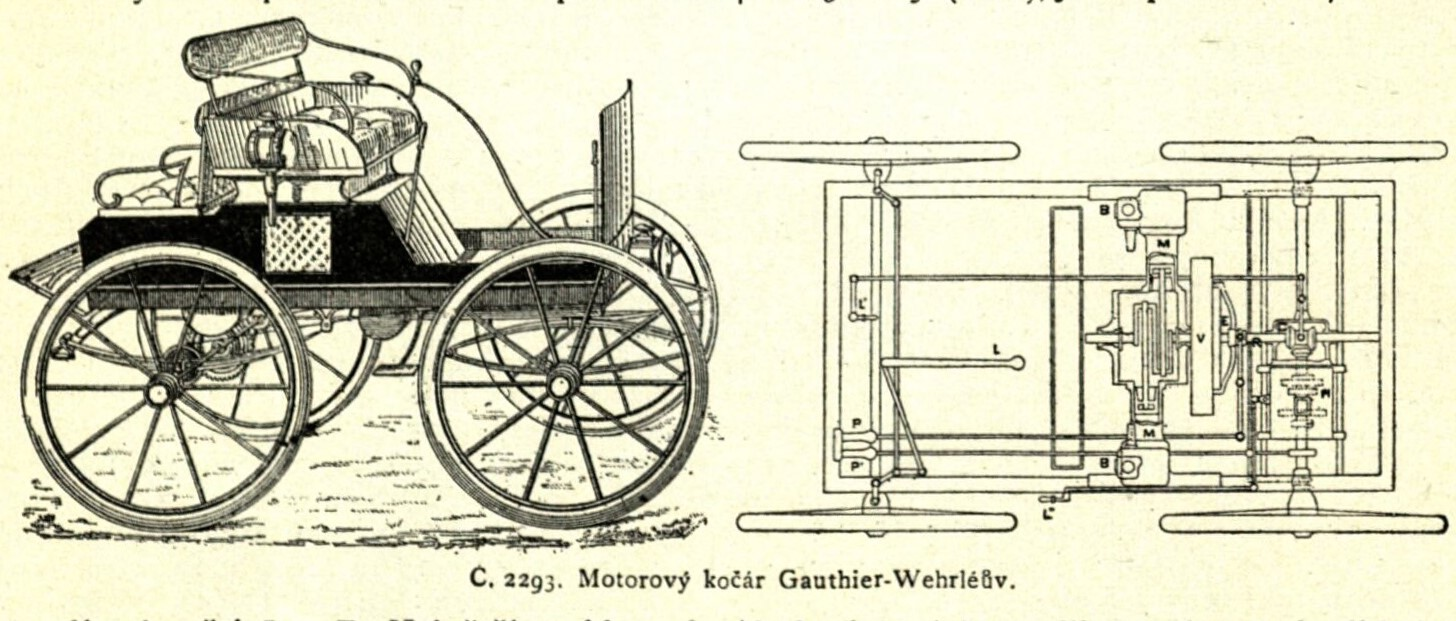
Motorový kočár Gautier-Wehrlé (Ottův slovník naučný, 1899)

## Užití
V historii vlastnily kočáry především majetnější vrstvy nebo byly užívány jako nájemní dopravní prostředky (dostavníky, drožky, fiakry). Výstavně zařízené kočáry byly odznakem svého majitele podobně, jako dnes drahá auta. Od konce 19. století byl postupně vytlačován motorovými druhy dopravy. V současné době většinou slouží jako turistická atrakce.

## Kočáry v Čechách a na Moravě
Podle údajů Muzea kočárů bylo v roce 1891 v Čechách 12 továren na kočáry, z toho čtyři v Praze. Ročně se v nich v té době vyrábělo na 1 600 kočárů, převážně na vývoz.
Některé výrobny kočárů se s technickým pokrokem měnily na továrny na automobily. V Čechách a na Moravě to byly:
- Výrobna kočárů Ignáce Šustaly (1822–1891) v Kopřivnici, která se s rozšiřováním železnice přetransformovala na vagónku. Ta se stala předchůdcem dnešní Tatry Kopřivnice
- Výrobna kočárů Josefa Sodomky ve Vysokém Mýtě vytvořila základ pro Karosu Vysoké Mýto

Mezi největší české výrobce kočárů patřil pražský Jan Otakar Jech (1858-1906).

## Muzea kočárů
Historické kočáry v Česku vystavuje Muzeum kočárů v Čechách pod Kosířem a Poštovní muzeum (pobočka ve Vyšším Brodu).
V zahraničí se jedná např. o Galerii kočárů (La Galerie de carosses) na zámku Versailles Národní muzeum kočárů (Museu Nacional dos Coches) v Lisabonu nebo Muzeum kočárů (Kaiserliche Wagenburg) na vídeňském zámku Schönbrunn.